# 亨施滕巴赫河

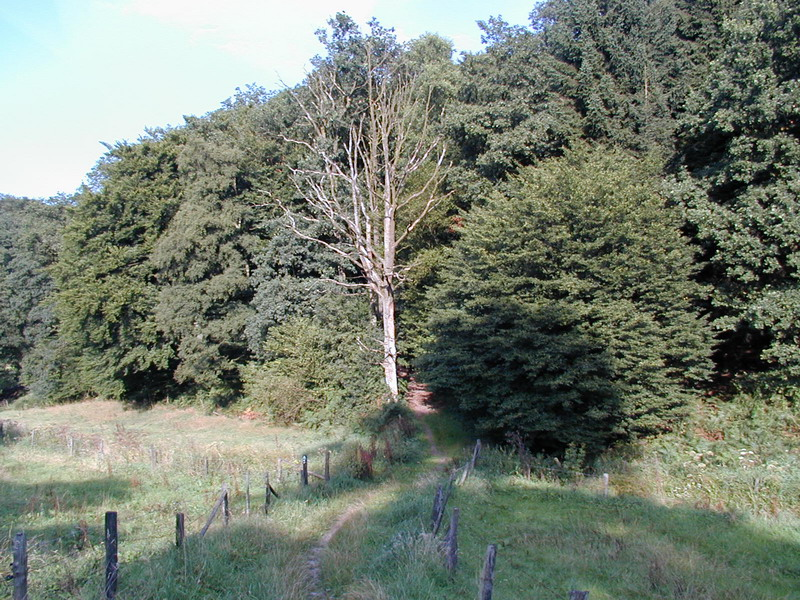

51°14′40.2″N 7°17′58.5″E / 51.244500°N 7.299583°E
亨施滕巴赫河（德語：Hengstener Bach），是德國的河流，位於該國西部，處於北萊茵-威斯特法倫州，屬於伍珀河的支流，河道全長2.9公里，流域面積2平方公里。